# Консидеран, Виктор
Викто́р Консидера́н, полное имя Проспер Виктор Консидеран (фр. Prosper Victor Considerant; 12 октября 1808 года, Сален-ле-Бэн — 27 декабря 1893 года, Париж), — французский философ и экономист, социалист-утопист, последователь Шарля Фурье, глава школы фурьеристов (1805-93): выступал с идеей «примирения классов» путём создания ассоциации производителей. Как депутат Национального собрания Франции, вносил предложение признать за женщинами избирательное право (1848). Стоял за привлечение рабочих к участию в доходах капиталистических предприятий.

## Биография
Окончив парижскую политехническую школу (1826) и военную академию в Меце, поступил на службу военным инженером и дослужился до чина капитана.
Сочинения Фурье произвели на него сильное впечатление и вселили отвращение к военной профессии. В 1830 г. в «Mercure de France» появляется его сочувственная статья о Фурье. С целью распространения фурьеризма с 1832 г., при участии самого Фурье, издавал журнал «Le Phalanstère ou la Réforme sociale». После смерти учителя издал ряд полемических и популярных брошюр, а также объёмное сочинение «Destinée sociale» (1836); открыл специальную фурьеристическую типографию и основал новый журнал « La Phalange» (1836-43), обращённый затем в ежедневную политически-социалистическую газету «Démocratie pacifique» (1843-51).

### Политик
В 1848 г. был избран в Национальное собрание, где его идеи не встретили никакого сочувствия. Между тем в обществе фурьеристическая пропаганда достигла кульминационного пункта и создала Консидерану большую известность даже за пределами Франции (сочинения его перевели на немецкий язык и обсуждались в английской печати). Будучи сторонником всеобщего избирательного права, в качестве депутата вносил предложение признать за женщинами избирательное право. Был одним из творцов пропорциональной избирательной системы, но сам склонялся к прямой демократии.

### Добровольная ссылка
После декабрьского переворота покинул отечество и оставался в добровольном изгнании 20 лет, в течение которых издал только брошюру «Ma Justification» и сотрудничал, в качестве корреспондента, в «С.-Петербургских Ведомостях». Новая республика его не удовлетворяла; он уклонялся от общественной деятельности и вёл затворнический образ жизни. Тем не менее имя его, как ветерана французского социализма, сохраняло известность, и за его гробом шли все представители французской рабочей партии.

### Адептфурьеризма

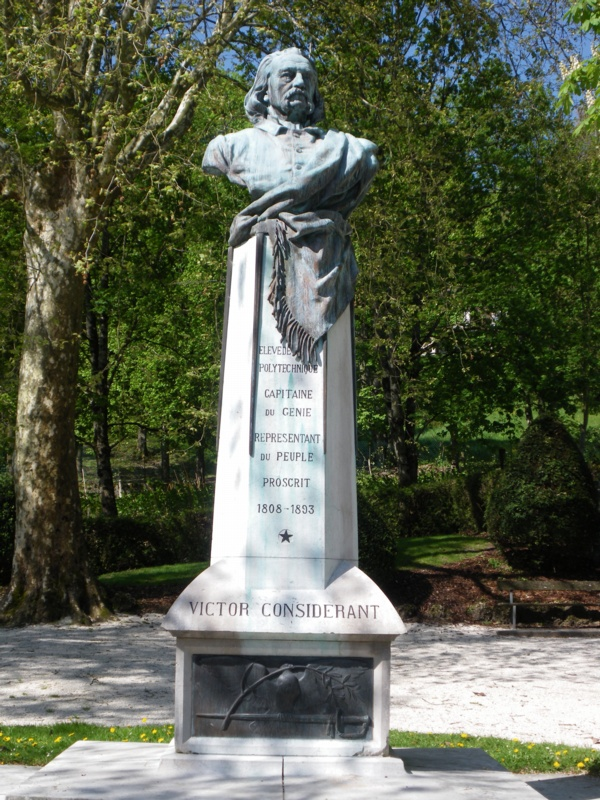
Бюст в родном городе

В пропаганде идей Фурье Консидеран выказывал большой литературный талант и значительную оригинальность, частью исправляя, частью дополняя взгляды учителя. Для самого Фурье его учение было философской системой, энциклопедически обнимавшей все человеческое знание, понятия о Боге, человеке и природе, этику и политическую экономию, философию истории и историю мироздания, прошедшее, настоящее и будущее; Консидеран, напротив, старался извлечь лишь экономическую сущность учения и применить её к объяснению текущей общественной жизни. Вся «космогония» Фурье им совершенно отвергалась, его политический, полумонархический идеал заменялся республиканским, его критика классической экономической школы принимала более теоретический характер.
Особенное развитие в сочинениях Консидерана получили: материалистическая постановка вопроса о счастье, принцип свободной ассоциации и вопросы воспитания в духе большей свободы и возможно полного согласия с природой ребёнка (3-я часть его «Destinée sociale» остается и до сих пор единственным специальным социалистическим трактатом по педагогике).
Относясь с большим равнодушием к чисто политическим реформам, Консидеран, в бытность свою депутатом, кроме предложения признать за женщинами избирательное право, не внёс в собрание ни одного законопроекта. Социальной реформы он ждал от распространения фурьеристических идей и от их применения к жизни. С последней целью он принимал участие в нескольких опытах устройства фаланстеров (главным образом, в первом, Боде-Дюлари, в Конде-Сюр-Вегр), а в 1853 г., вместе с Вигуре и другими учениками Фурье, ездил в Техас, где и основал недолго просуществовавшую колонию «соединения» (Réunion). Вне фаланстеров К. не видел спасения; из практических экономических мероприятий он защищал организацию дешёвого кредита и привлечение рабочих к участию в доходах всех капиталистических предприятий.

## Творчество
Основные работы из 25 изданных:
- Destinée sociale. — Paris: Libraires du Palais-Royal; Bureau de La Phalange, 1834. — 2 vol. VII, 558 p.; LXXXVI, 351 p.
- Considérations sur l’architectonique. — Paris: Libraires du Palais Royal, 1834. — XLIX, 84 p.
- Librairie phalanstérienne. 1835.
- De la question politique et en particulier des abus de la politique actuelle // Débâcle de la politique en France. — Paris: Bureau de la Phalange, 1836.
- Bases de la politique positive. Manifeste de l'École sociétaire, fondée par Fourier. — Paris: Bureaux de la Phalange, 1842. — 218 p.
- Manifeste de la démocratie au XIXe siècle. 1843 (переизд.: Les Cahiers du futur, № 1. — (Champ Libre)).
- Exposition abrégée du système phalanstérien de Fourier suivie de Études sur quelques problèmes fondamentaux de la Destinée sociale. Paris, 1845 (3-е изд.: Paris: À la librairie sociétaire, 1846. — 114, 12 p.; последнее изд.: 1872).
- Principes du socialisme. Manifeste de la démocratie au XIXe siècle… ; suivi du Procès de la démocratie pacifique. — Paris: Librairie phalanstérienne, 1847. — IV, 157 p.
- Description du phalanstère. 1848.
- Le socialisme devant le vieux monde ou le vivant devant les morts. 1849.
- La dernière guerre et la paix definitive de l’Europe. 1850.